# Одет дьо Шамдивер
Одет дьо Шамдивер (на френски: Odette de Champdivers; * 1391, † вероятно 1425), наричана „малката кралица“, е фаворитка на крал Шарл VI, известен с шизофренията, от която страдал.

## Биография

### Произход и ранни години
Одет произхожда от дребен благороднически род от Бургундия, баща ѝ и брат ѝ били на служба в двора.
След като била представена в двора, тя привлякла вниманието на кралица Изабела Баварска, която страдала от все по-често повтарящите се пристъпи на лудост на краля, който в умопомрачението си я малтретирал жестоко физически, и търсела жена, която да я замести като се превърне едновременно в любовница на краля и негова болногледачка. Изборът ѝ се спрял на младата Одет и от 1407 г., когато ражда последното си дете от краля, сина си Филип, който впрочем умира скоро след това, Изабела Баварска окончателно изоставя съпруга си, предоставяйки на Одет грижата за него.

### Връзка с краля
Изборът ѝ се оказал правилен, защото Шарл VI действително се привързал към Одет, която му служила вярно в продължение на цели 16 години. Единствено тя била в състояние да удържа пристъпите му на ярост, когато той ставал опасен за себе си и за околните – според свидетелства на съвременници дори само изпълненият ѝ с укор поглед или заплахата ѝ да го изостави, били достатъчни, за да уталожат поредния пристъп. Смята се, че по нейно нареждане са изработени и първите във Франция карти за игра, с които тя се опитала да разсее краля от болестта – и наистина, Шарл VI се пристрастил към играта и прекарвал часове наред над картите.
Одет неотлъчно бдяла над Шарл VI на смъртното му легло. Кралицата отсъствала не само при агонията му, но не дошла и на погребението.
За вярната си служба Одет получава две имения, но след смъртта на краля живее почти в мизерия. Тя ражда на Шарл VI дъщеря, Маргарита дьо Валоа (1407 – 1458), която е официално призната.

## В изкуството и литературата
Одет дьо Шамдивер е вдъхновила Балзак, който ѝ посвещава един от романите си. Тя е героиня и в романа на Александър Дюма „Изабела Баварска или царуването на Шарл VI“.

## Памет
- На нейно име е наречен и сорт френски рози.